# Dinastía Shutrukida

Oriente Próximo en torno al 1200 a. C., en tiempos de la dinastía shutrukida.

La dinastía shutrukida (hacia 1200-1100 aC) fue una estirpe de soberanos que reinó en Elam y llevó al país a la cima de su poder. El país era rico y bajo Shutruk-Nakhunte y sus tres hijos y sucesores Kutir-Nakhunte II, Silhak-Inshushinak y Hutelutush-Inshushinak se hicieron expediciones contra los casitas de Mesopotamia y se construyeron o restauraron en Susa y otros lugares lujosos templos.
Shutruk-Nahhunte, hijo de Hallutush-Inshushinak, dirigió las primeras expediciones a Mesopotamia. Por las inscripciones se sabe que saqueó Akkad, Babilonia y Ešnunna, de la última de las cuales se llevó las estàtuas de Manishtusu. Este rey llevó a Susa el código de Hammurabi y la estela de Naram-Sin. El 1158 aC mató al rey casita Zababa-shum-iddina. y colocó en el trono de Babilonia a su propio hijo Kutir-Nakhunte. A la muerte de su padre Kutir-Nakhunte le sucedió, poniendo fin a la dinastía casita deponiendo a Enlilnadinahi (1157-1155 aC). Reinó poco tiempo y le sucedió su hermano Silhak-Inshushinak, que ha dejado numerosas inscripciones recordando sus campañas en Mesopotamia y los templos construidos o restaurados (una sola estela recuerda una veintena de templos).
El último rey de la dinastía, Hutelutush-Inshushinak, es señalado algunas veces como «hijo de Kutir-Nakhunte y de Silhak-Inshushinak» y otras «hijo de Shutruk-Nakhunte» o «hijo de Kutir-Nakhunte» o «hijo de Silhak-Inshushinak», pero probablemente fue hijo de Sutruk-Nahhunte con su propia hija Nakhunteutu (el incesto parece que fue muy frecuente en la familia real). Abandonó Susa, ocupada temporalmente por Nabucodonosor I (hacia 1125-1104 a. C.) y se refugió en Anshan, donde construyó o restauró un templo; pudo volver a Susa más tarde, donde su hermano Silhinahamru-Lagamar parece que había tomado el poder. Después Elam entró en decadencia.

## Lista de reyes
- Khallutush-Inshushinak (1205-1185 aC)
- Shutruk-Nahhunte (1185-1155 aC)
- Kutir-Nahhunte III (1155-1150 aC)
- Silhak-Inshushinak (1150-1120 aC)
- Khutelutush-Inshushinak (1120-1110 aC)
- Shilhanahamru-Lagamar (1110-? aC)

- Datos: Q9076903
- Multimedia: Shutrukid dynasty / Q9076903